# Пољска на Песми Евровизије 2022.
Пољска ће учествовати на Песми Евровизије 2022 у Торину, у Италији. Пољска у 2022. години бира свог представника кроз такмичење Krajowe Eliminacje 2022.

## Tu bije serce Europy! Wybieramy hit na Eurowizję.
Tu bije serce Europy! Wybieramy hit na Eurowizję ће бити национално финале које организује национални емитер Пољска ТВП да изабере представника Пољске на Песми Евровизије 2022. Такмичење ће се одржати 19. фебруара 2022. у студију 5 ТВП-а у Варшави. Победник ће бити одлучен комбинацијом гласова публике и професионалног жирија.

### Пријаве
Конкурс за подношење пријава за заинтересоване извођаче и композиторе је био отворен од 20. септембра 2021. до 20. новембра 2021. Емитер је по истеку рока примио 150 пријава. Петочлана селекциона комисија састављена од представника ТВП-а, радијских личности, музичких стручњака, новинара и представника Пољске уније музичара одабрала је десет пријава од свих пристиглих за такмичење у националном финалу. Одабрани радови су објављени 14. јануара 2022. током програма на каналу ТВП2 Pytanie na śniadanie (Питање за доручак).
Финале ће се одржати 19. фебруара 2022. Такмичиће се десет песама, а победник ће бити одређен комбинацијом гласова професионалног жирија и телегласања у омеру 50:50.
| Извођач(и)       | Песма                   | Композитор(и) |
| ---------------- | ----------------------- | --- |
| Ања Бирцин       | „Dokąd?"                | Ania Byrcyn, Patryk Rogoziński, Wojtek Hartman, pl, Iga Janowiak                                                                                    |
| pl               | „Paranoia"              | Daria Marcinkowska, Maciej Puchalski, Kevin Zuber, Duncan Townsend                                                                                  |
| pl               | „All I Need"            | |
| Каролина Лизер   | „Czysta woda"           | Marcin Partyka, Tomasz Kordeusz |
| pl са Чика Торо  | „Move"                  | Peter Macko, Karolina Stanisławczyk, Neidy Viviana, Toro Salazar                                                                                    |
| pl               | „River"                 | Krystian Ochman, Ashley Hicklin, Adam Wiśniewski, Mikołaj Trybulec                                                                                  |
| Куба Сзмајковски | „Lovesick"              | Dominic Buczkowski-Wojtaszek, Ewelina Skonieczna, Jan Bielecki, Kuba Szmajkowski, Mateusz Dziewulski, Patryk Kumór, Sven Kolandson, Thomas Karlsson |
| Лидија Копања    | „Why Does It Hurt"      | Ylva Persson, Linda Persson, Rickard Bonde Truumeel                                                                                                 |
| Сестре Шлахта    | „Drogowskazy"           | Piotr Walicki, Monika Wydrzyńska |
| Unmute           | „Głośniej niż decybele" | Michał Król, Michał Pakuła |